# 来迎寺 (豊岡市)
来迎寺（らいこうじ）は、兵庫県豊岡市に存在する浄土宗の寺である。

## 概要
- 所在地は兵庫県豊岡市中央町5-35。
- プロサッカー選手である紀氏隆秀の実家である。
- 1873年（明治6年）には本寺を仮校舎として豊岡小学校が開設された。

## アクセス
電車でのアクセス
- JR西日本・京都丹後鉄道 豊岡駅から徒歩約12分